# Deutsche Invasion von Griechenland
Die deutsche Invasion von Griechenland (Unternehmen Marita) war eine militärische Operation während des Zweiten Weltkrieges. Ende November 1940 kam es zum Krieg zwischen Italien und Griechenland. Im März 1941 konnten die Griechen mit britischer Luft- und Materialunterstützung die Italiener besiegen. Um ein Festsetzen der Alliierten in Griechenland zu verhindern ordnete Hitler die Eroberung Griechenlands an. Am 6. April starteten Deutsche Truppen von Bulgarien aus die Invasion. Die griechische Armee war bei ihren Verteidigungsversuchen zahlenmäßig unterlegen und wurde schnell von den Deutschen besiegt und zur Kapitulation gezwungen.

## Vorgeschichte
Am 4. August 1936 führte der Politiker Ioannis Metaxas einen Staatsstreich durch und errichtete eine Diktatur über Griechenland. Obwohl er selbst Faschist war, erklärte er Griechenland bei Ausbruch des Krieges 1939 für neutral. Da Italien jedoch bereits im April 1939 Albanien erobert hatte, akzeptierte Metaxas die britische Garantie für territoriale Unversehrtheit und begann, Waffen von Großbritannien zu kaufen. Mussolinis Interesse am Balkan war sowohl historisch als auch wirtschaftlich begründet. Ein Teil seiner faschistischen Mission zielte darauf ab, Italiens unerreichte Kriegsziele von 1915–1918 entlang der dalmatinischen Küste zu verwirklichen und die Kupfer- und Bauxitminen Jugoslawiens zu erobern. Der Erwerb Nordgriechenlands war Teil der Abrundung des italienischen Reiches im Mittelmeerraum. In den Gesprächen zwischen Deutschland und Italien wurde immer wieder deutlich, dass Jugoslawien und Griechenland an Italien fallen würden, doch die Deutschen zögerten eine endgültige Entscheidung immer wieder hinaus. Am 7. Juli 1940 traf Hitler mit dem italienischen Außenminister Galeazzo Ciano zusammen und stimmte offenbar Italiens Plänen für Jugoslawien und Griechenland zu, lehnte aber ein sofortiges Handeln ab. Er befürchtete, dass die Sowjetunion Jugoslawien zu Hilfe kommen könnte und dass die gemeinsamen Interessen, die sich aus einem italienischen Angriff ergeben würden, Sowjets und Briten zusammenbringen könnten. Mussolini und Ciano wurden immer ungeduldiger und versuchten beharrlich zu beweisen, dass Griechenland ein britischer Stützpunkt war, der zu Italiens „Norwegen“ zu werden drohte. Ende Oktober wartete Mussolini nicht länger und befahl, Griechenland anzugreifen, ohne Hitler zu informieren. Nach 7 Monaten schwerer Kämpfe und dem Verlust von 90.000 Mann musste sich Italien schließlich im März 1941 aus Griechenland zurückziehen.

## Auftakt
Bereits im Oktober 1940 hatte Großbritannien Griechenland Hilfe zugesichert und anschließend mit Zustimmung der Regierung in Athen Kreta und Lemnos besetzt. Da Hitler für seinen Angriff auf die Sowjetunion freie Hand brauchte beabsichtigte er die Gefahr einer südlichen Front durch die Briten zu verhindern. Er wollte unter allen Umständen verhindern, dass sich die Briten in Griechenland festsetzen konnten, und eine Bedrohung des für Deutschland kriegswichtigen rumänischen Ölgebietes ausschalten; ebenso glaubte er, auf diese Weise Italien in die Lage versetzen zu können, seine Stellungen in Albanien halten zu können. Mitte November gab Hitler schließlich den Befehl zum Angriff auf Griechenland. Der Beginn der Operation mit dem Namen Marita wurde für den 6. April festgesetzt. Den Oberbefehl erhielt Feldmarschall Wilhelm List.

### Deutscher Angriffsplan
Der deutsche Angriffsplan beruhte auf der Annahme, dass die Griechen aufgrund der durch den Albanienfeldzug verursachten Verluste nicht über genügend Personal verfügen würden, um ihre Grenzen zu Jugoslawien und Bulgarien zu verteidigen. Indem man Panzer durch die schwächsten Glieder der Verteidigungskette trieb, konnte man die für ein tiefes Eindringen in das feindliche Gebiet erforderliche Manövrierfreiheit leichter erlangen, als wenn man die Panzer erst aufrücken ließ, nachdem sich die Infanterie ihren Weg durch die Gebirgstäler und Schluchten gebahnt hatte. Sobald das schwache Verteidigungssystem Südjugoslawiens von deutschen Panzern überrannt worden war, konnte die relativ starke Metaxas-Linie, die eine schnelle Invasion Griechenlands von Bulgarien aus verhinderte, von hochmobilen Kräften, die von Jugoslawien aus nach Süden vorstießen, umgangen werden. Die Einnahme von Monastir und des Vardar-Tals, das nach Saloniki führt, war für ein solches Flankenmanöver unerlässlich.
Infolgedessen war geplant, dass die mobilen Einheiten des XXXX. Panzerkorps über die jugoslawische Grenze vorstoßen und Skopje einnehmen sollten, um so die Eisenbahn- und Straßenverbindungen zwischen Jugoslawien und Griechenland zu unterbrechen. Die Einnahme dieses strategischen Punktes würde für den Verlauf des gesamten Feldzuges entscheidend sein. Von Skopje aus sollte der größte Teil des Panzerkorps nach Süden in Richtung Monastir schwenken und einen sofortigen Angriff über die griechische Grenze gegen die feindlichen Stellungen beiderseits der Fiorina starten. Andere Panzereinheiten sollten nach Westen vorstoßen und entlang der albanischen Grenze Kontakt zu den Italienern aufnehmen.

Das XVIII. Gebirgskorps sollte seine beiden Gebirgsdivisionen auf dem Westflügel konzentrieren, einen Überraschungsvorstoß über die griechische Grenze machen und die Hupei-Schlucht einnehmen. Die 2. Panzerdivision sollte jugoslawisches Gebiet durchqueren, dem Lauf des Strimon flussaufwärts folgen, nach Süden abbiegen und in Richtung Saloniki vorstoßen. Das XXX. Korps sollte auf dem kürzesten Weg die Ägäisküste erreichen und von Osten her die hinter dem Nestos gelegenen Befestigungen der Metaxas-Linie angreifen. Alle drei Korps sollten sich in Saloniki sammeln. Nach der Einnahme der Hauptstadt sollten drei Panzer- und zwei Gebirgsdivisionen für die weiteren Vorstöße nach Athen und auf den Peloponnes zur Verfügung stehen. Das Hauptquartier der 12. Armee sollte die zunächst divergierenden Vorstöße über Südjugoslawien und durch Bulgarien nach Griechenland koordinieren und in der zweiten Phase des Feldzuges unabhängig von den Ereignissen an der italienischen Front in Albanien nach Athen vorstoßen. Der Operationsplan war von den deutschen Erfahrungen während des Frankreichfeldzugs beeinflusst. Er beruhte auf der Annahme, dass der jugoslawische Widerstand vor dem XXXX. Panzerkorps unter dem deutschen Angriff in kurzer Zeit zusammenbrechen würde. Die motorisierten Elemente würden dann ihren Vorstoß fortsetzen und unter Ausnutzung ihrer hohen Mobilität über die breite Lücke zwischen der Ersten und Zweiten Griechischen Armee vorstoßen, lange bevor die griechische Führung Zeit hätte, ihre Kräfte neu zu gruppieren.

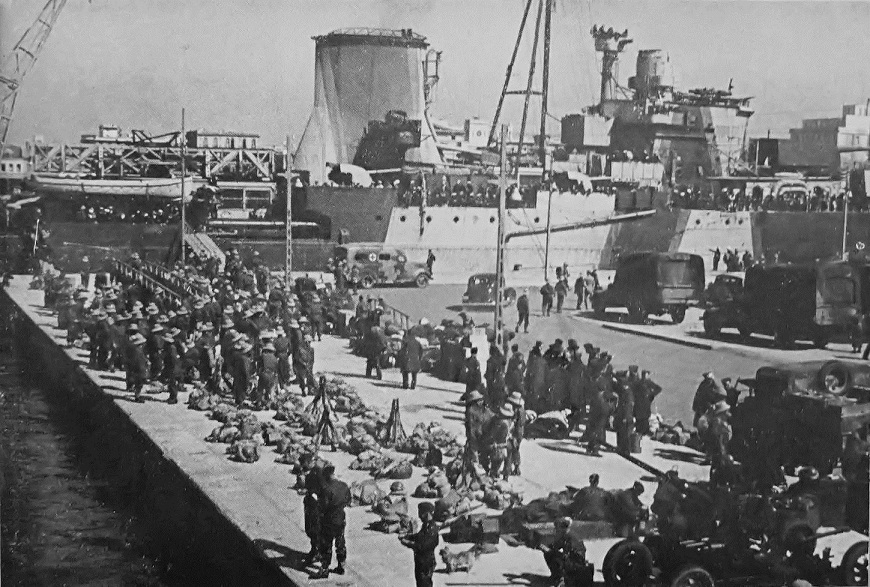
Britische Truppen gehen in Piräus von Bord

### Britische Hilfe für Griechenland
Anfang Januar 1941 wurde Winston Churchill erneut durch die Aussicht auf einen unmittelbar bevorstehenden deutschen Vorstoß gegen Griechenland beunruhigt. Er hatte Informationen über die Ansammlung deutscher Truppen in Rumänien und über das Eindringen der Deutschen in Bulgarien erhalten. Die Briten befürchteten, dass bei einem möglichen Vormarsch des Feindes über den Balkan und Syrien in den Nahen Osten die Deutschen beabsichtigen könnten, nach der Besetzung Bulgariens und Griechenlands als Nächstes in das türkische Thrakien vorzustoßen und Brückenköpfe auf der anderen Seite der Meerenge zu errichten. Wenn sie dieses Ziel bis Ende 1940 erreicht hätten, könnten sie als Nächstes ihre Position in Anatolien festigen und nach Syrien vorrücken. Ein feindlicher Vorstoß auf dem Landweg durch Syrien würde jedoch eine lebenswichtige Bedrohung für Ägypten und damit für den Suezkanal darstellen. Der Verteidigungsausschuss beschloss daher am 8. Oktober, dass es von höchster politischer Bedeutung sei, Griechenland sofort die größtmögliche Unterstützung zukommen zu lassen; eine solche Aktion würde sich positiv auf die Türkei und auch auf die Sowjetunion auswirken. Die Stabschefs hielten es für am wahrscheinlichsten, dass die Deutschen eine kleine gepanzerte und motorisierte Truppe, unterstützt von Sturzkampfbombern, durch Westbulgarien gegen Saloniki schicken würden.

Allerdings schätzte er den griechischen Widerstand als sehr wertvoll ein. Sobald Tobruk eingenommen sei, wäre es sinnvoll, mehr Flugzeuge für die Griechen bereitzustellen, die für die geringe Hilfe, die sie bisher erhalten hätten, sehr dankbar gewesen waren. Es wäre möglich, vier oder fünf weitere Geschwader aus dem Nahen Osten zu verlegen, sowie Panzer und einige Artillerieregimenter. Außerdem könnten sie modernere Flugzeuge einbeziehen, wenn die Flugplätze sie aufnehmen könnten. Er war überzeugt, dass die Unterstützung Griechenlands nach der Sicherung der Westflanke Ägyptens Vorrang haben müsse. Wenn die Griechen Valona einnehmen könnten, würden die Italiener aus Albanien vertrieben werden. Jugoslawien würde zur Zusammenarbeit ermutigt werden. Danach könnte die Türkei auf die Seite der Alliierten treten. Der Verteidigungsausschuss stimmte pflichtbewusst zu. Zwei Geschwader Blenheim und drei Geschwader Hurricanes sollten nach Griechenland entsandt werden. Sie hätten bessere Chancen, die Luftwaffe erfolgreich zu bekämpfen, als die Gladiators und die früheren Blenheims, die dort bereits im Einsatz waren. Auch Panzer sollten entsandt werden.

Mitte Januar schickte Churchill Feldmarschall Archibald Wavell aus Nordafrika nach Athen, um den Griechen mitzuteilen, dass Großbritannien bereit sei, seine Hilfe zu verstärken, sobald Ägypten gesichert wäre. Die Griechen wollten jedoch keine Hilfe, die über Flugzeuge hinausging. Als Wavell ihnen sagte, sie könnten ein kombiniertes Flugabwehr- und Panzerabwehrregiment sowie eine Kompanie leichter Panzer für die albanische Front haben, lehnte Metaxas ab. Ein kleines britisches Expeditionskorps würde nicht für mehr Sicherheit sorgen, sondern einen deutschen Angriff provozieren. Als Kompromiss schlug er vor, dass ein britisches Kontingent, das stark genug wäre, um in die Offensive zu gehen, zu gegebener Zeit in der Region von Saloniki landen sollte.

Alle Vorbereitungen für den Empfang müssten jedoch den Griechen überlassen werden, damit die Briten bis zu ihrer Ankunft nicht als Beteiligte erscheinen und die deutsche Vergeltung aufgeschoben würde. Nachdem die Italiener aus Albanien vertrieben worden seien, würden große griechische Streitkräfte für die Front in Saloniki zur Verfügung stehen, und dann – aber erst dann – sei eine groß angelegte britische Hilfe willkommen. Wavell argumentierte so eindringlich wie möglich für den Plan, sofort britische Truppen zu entsenden, aber es war nutzlos. Doch als eine deutsche Invasion immer sicherer wurde, änderte die griechische Regierung ihre Meinung. Am 22. Februar trafen sich Außenminister Anthony Eden, der griechische König Georg II., Ministerpräsident Alexandros Koryzis – Nachfolger des am 29. Januar 1941 verstorbenen Metaxas – und General Papagos in Athen, wo die Entsendung eines Expeditionskorps nach Griechenland beschlossen wurde.

### Aufstellung

#### Wehrmacht
Am 25. März 1941 war der Aufmarsch der 12. Armee und des VIII. Fliegerkorps in Bulgarien abgeschlossen. List hat sein Hauptquartier in Camkorja eingerichtet. Von Westen nach Osten waren folgende Kräfte an der griechischen Grenze aufgestellt: die 6. Gebirgsdivision an der äußersten südwestlichen Ecke Bulgariens, die 5. Gebirgsdivision mit dem 125. Infanterieregiment in der Gegend von Melnik die 72. Infanteriedivision in der Nähe der Mündung des Nestos in Griechenland. Alle diese Kräfte unterstanden dem XVIII. Gebirgskorps. (Generalleutnant Franz Böhme) Weiter östlich standen die 164. und 50. Infanteriedivision an der Grenze unter dem Kommando des XXX. Korps (General der Infanterie Eugen Ott), das sein Hauptquartier in Chaskovo hatte. Die 4. Gebirgsdivision war auf der Straße Nr. 1 unterwegs, um sich der 5. Gebirgsdivision anzuschließen. Die 2. Panzer- und die SS-Panzer-Division-Leibstandarte SS Adolf Hitler standen an der jugoslawischen Grenze, die eine im Raum Kjustendil, die andere weiter nördlich im Raum Sofia-Dimitrowgrad. Die 73. Infanteriedivision und die 60. motorisierte Division waren in der Nähe von Plowdiw unter dem Kommando des XXXX. Korps (Generalleutnant Georg Stumme) konzentriert und dienten als strategische Reserve. Die 9. Panzerdivision war unter dem Kommando des XIV. Korps (Generalleutnant Gustav Anton von Wietersheim) weiter östlich bei Stara Zagora stationiert. Noch weiter östlich standen die beiden Divisionen, die „Marita“ gegen eine türkische Intervention schützen sollten: Die 11. Panzerdivision im Raum Sliwen-Jambol, die 5. Panzerdivision um Burgas. Von Norden her waren die 294., die 46. und die 76. Infanteriedivision, die alle zur III. Phase gehörten, noch auf dem Weg.

#### Alliierte
Am 5. März begannen die Briten mit der Operation Lustre. In regelmäßigen Abständen von drei Tagen liefen Konvois von Alexandria nach Piräus und Vólos aus, die von britischen und australischen Kriegsschiffen der Mittelmeerflotte von Admiral Sir Andrew Cunningham eskortiert wurden. Insgesamt erreichten Griechenland so 60.364 Mann und beträchtliche Mengen an Waffen, Ausrüstung und Nachschub. Die nach Griechenland entsandten Truppen unter General Maitland Wilson bestanden aus der britischen 1st Armoured Brigade Group (Brigadier H. V. S. Charrington), der 2nd New Zealand Division (Generalmajor B. C. Freyberg), der Australian 6th Division (Generalmajor Sir Iven Mackay) und der Australian 7th Division (Generalmajor J. D. Laverack). Unmittelbar nach ihrer Ankunft bezog die Panzerbrigade am unteren Vardar westlich von Saloniki Stellung, die neuseeländische Division stellte sich nördlich des Olymp in der Flussbiegung des Aliakmon auf, und die australische Division blockierte das Aliakmon-Tal bis zum Vermion-Gebirge. General Wilson richtete sein Hauptquartier nordwestlich von Larisa ein. Die Royal Air Force operierte weiterhin von Flugplätzen in Mittel- und Südgriechenland aus. Es gab nur wenige Flugzeuge, die neben der Verteidigung Maltas, dem Luftschutz für die weit verstreuten Bodentruppen in Nordafrika und der Sicherung der Seekonvois im Mittelmeer in dieses Gebiet verlegt werden konnten.

Nach dem Einmarsch der deutschen Streitkräfte in Bulgarien wurden die meisten griechischen Truppen aus Westthrakien evakuiert, das von der Evros-Brigade, einer aus drei Grenzschutzbataillonen bestehenden Einheit, verteidigt wurde. Neben dieser Einheit stand in Ostmakedonien die Nestos-Brigade in der Gegend von Xanthi. Die Metaxas-Linie wurde von drei Infanteriedivisionen gehalten, der 7. und 14. östlich des Strimon und der 18. westlich des Flusses. Die 19. motorisierte Infanteriedivision lag südlich des Doiran-Sees in Reserve. Einschließlich der Festungsgarnisonen in der Metaxas-Linie und einiger Grenzschutzkompanien belief sich die Gesamtstärke der griechischen Streitkräfte, die die bulgarische Grenze verteidigten, auf etwa 70.000 Mann. Sie standen unter dem Kommando von Αντιστράτηγος (Generalleutnant) Konstantinos Bakopoulos dessen Hauptquartier sich in der Nähe von Saloniki befand. Die griechischen Kräfte in Zentralmazedonien bestanden aus der 12. Infanteriedivision, die den südlichen Teil der Vermion-Stellung hielt, und der 20. Infanterie-Division im nördlichen Sektor bis zur jugoslawischen Grenze. Am 28. März wurden beide Divisionen unter das Kommando von General Wilson gestellt.

## Beginn der Invasion
Am Morgen des 6. April, um 05:30 Uhr, überschritten die Deutschen die griechische Grenze. Das XXXX. Panzerkorps begann seinen Angriff auf Jugoslawien an zwei verschiedenen Punkten, wo es auf starken Widerstand des Feindes traf. Die 9. Panzerdivision, (Generalleutnant von Hubicki) die in Richtung Kumanovo vorrückte, wurde auf den Gebirgsstraßen aufgehalten, während die 73. Infanterie-Division, (General
Bruno Bieler) die in Richtung Štip vorstieß, bei Carevo Selo gestoppt wurde. Nach mehrstündigen Kämpfen wurden die feindlichen Widerstandsnester jedoch zerstört. Am Abend des Tages hatten die Speerspitzen der beiden Divisionen das Gebiet östlich von Kumanovo und Kocane erreicht. In der Nacht schlossen Teile der 9. Panzerdivision auf, und am nächsten Tag überquerten die verbliebenen Panzer die grenznahen Gebirgspässe. Am Nachmittag des 7. April erreichte die Vorhut der Panzerdivision Skopje. Am selben Tag erreichte die Kampfgruppe der 73. Division Veles, während der Hauptteil der Division in einiger Entfernung folgte. Das verstärkte 1. motorisierte SS-Infanterieregiment, das zurückgehalten worden war, rückte entlang der Route der 9. Panzerdivision vor, um sich am Angriff auf die Verteidigungsstellungen des Vardar zu beteiligen.

Die Fortsetzung der Operation erschien gefährlich, da eine Truppe von weniger als drei Divisionen tief in das feindliche Gebiet eindringen sollte und beide Flanken offen waren. Die Offensive der Ersten Panzergruppe im Norden sollte erst am 8. April beginnen, und über den Fortschritt des Angriffs der Zweiten Panzerdivision weiter südlich gab es keine Informationen. Außerdem waren jugoslawische Gegenangriffe gegen die Rückseite des Panzerkorps nicht auszuschließen. Keine dieser Bedrohungen trat ein. Der Vardar wurde ohne Widerstand überquert, wodurch das Korps Bewegungsfreiheit gewann. Am Abend des 8. April begann das XXXX. Panzerkorps mit seiner Schwenkbewegung und die vorrückenden Elemente des SS-Regiments nahmen Prilep ein. Die wichtige Eisenbahnlinie zwischen Belgrad und Saloniki wurde unterbrochen und eines der strategischen Ziele des Feldzugs – die Isolierung Jugoslawiens von seinen Verbündeten – erreicht. Darüber hinaus waren die Deutschen nun im Besitz eines Geländes, das für die Fortsetzung der Offensive günstig war.

Am Abend des 9. April verlegte General Stumme seine Truppen in den Norden von Monastir, bereit, den Angriff über die griechische Grenze in Richtung Fiorina zu führen. Während schwache Sicherheitsabteilungen die Rückseite seines Korps gegen einen Überraschungsangriff aus Zentraljugoslawien deckten, stießen Teile der 9. Panzerdivision nach Westen vor, um sich an der albanischen Grenze mit den Italienern zu verbinden. Als die 2. Panzerdivision am Morgen des 6. April von Osten her nach Jugoslawien eindrang, stieß sie durch das Strimon-Tal nach Westen vor. Obwohl sie auf wenig feindlichen Widerstand stieß, wurde sie durch Sprengungen, Minenfelder und schlammige Straßen aufgehalten. Dennoch gelang es der Division, das Tagesziel, die Stadt Strumica, zu erreichen. Am 7. April wurde ein jugoslawischer Gegenangriff gegen die Nordflanke der Division nach kurzen Kämpfen zurückgeschlagen. Am nächsten Tag drang die Division über die Berge vor und überrannte die südlich des Doiran-Sees stationierten griechischen Einheiten der 19. motorisierten Infanteriedivision. Trotz zahlreicher Verzögerungen auf den engen Bergstraßen gelang es einer gepanzerten Vorhut, die in Richtung Saloniki entsandt wurde, am Morgen des 9. April in die Stadt einzudringen. Die Einnahme dieses wichtigen Ziels erfolgte kampflos.

### Metaxas-Linie

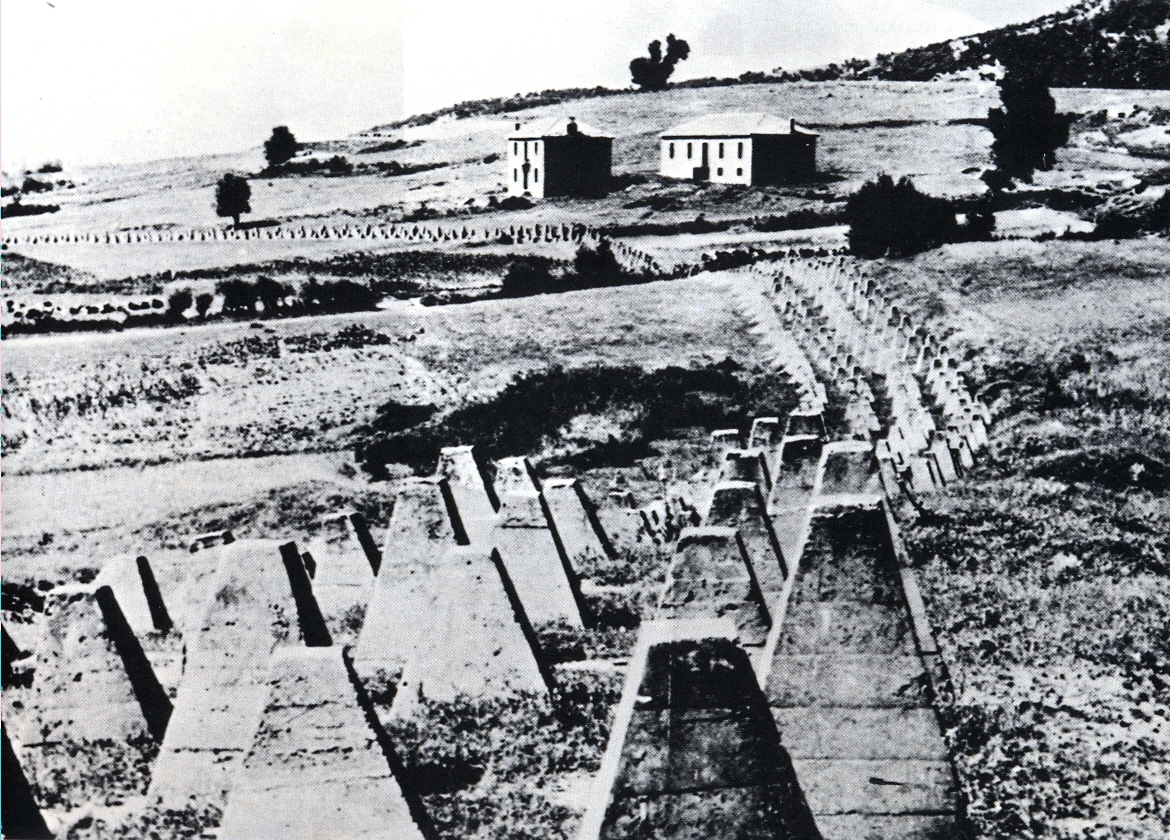
Drachenzähne in der Metaxas-Linie, nahe der griechisch-bulgarischen Grenze

Der Frontalangriff auf die Metaxas-Linie, der von einer deutschen Infanterie- und zwei verstärkten Gebirgsdivisionen des XVIII. Gebirgskorps (Generalleutnant Franz Böhme) unternommen wurde, stieß bei den griechischen Verteidigern auf äußerst harten Widerstand. Diese Linie ähnelte der Maginot-Linie in Frankreich und bestand aus geschickt getarnten Forts, die die Hauptzugangspunkte kontrollierten. Böhmes erste Aufgabe bestand darin, mit seinen Gebirgsdivisionen und schweren Artillerieabteilungen auf beiden Seiten des Rupelpasses durchzubrechen. Die 72. Division sollte von Goze Deltschew (damals noch Newrokop) über Serres und Drama vorstoßen, die Stellung am Rupelpass einnehmen und den Weg für die 2. Panzerdivision freimachen, die das Axios-Tal hinunter in Richtung Saloniki vorstoßen sollte.

Doch die Festungen wurden hartnäckig gehalten. Die Festung Hellas fiel erst, nachdem die gesamte Artillerie des XXX Korps sechsunddreißig Stunden lang gegen sie im Einsatz gewesen war. Die Festung Ekhinos hielt tagelang im deutschen Rücken stand, nachdem die Gebirgstruppen durchgebrochen waren. Doch am Nachmittag des 6. Aprils stand die 6. Gebirgsdivision an der Eisenbahnstrecke Saloniki-Serres. Am Abend des 7. April brach die 5. Gebirgsdivision westlich des Rupelpasses durch. Gleichzeitig hatte die 72. Division die Linie südlich von Newrokop durchbrochen und rückte durch Serres vor. Die 2. Panzerdivision, die die westliche Flanke umging, besetzte am 9. April Saloniki. Auf der linken Seite überwand das XXX. Korps mit der 164. Division auf der rechten und der 50. Division auf der linken Seite den erbitterten Widerstand bei den Grenzfestungen und stieß bis zum Meer vor. Von dort schwenkte die 50. Division nach Westen in Richtung Saloniki, während die 164. mit Hilfe eines deutschen Dampfers, griechischer Fischerboote und zweier italienischer Zerstörer die Inseln Samothraki, Thasos, Lemnos, Mytilene und Chios besetzte.

Das XXX. Infanteriekorps auf dem linken Flügel kam zufriedenstellend voran und erreichte sein Ziel. Auch die beiden Infanteriedivisionen stießen in den ersten Tagen auf beträchtlichen Widerstand, obwohl die feindlichen Kräfte und Befestigungen in diesem Gebiet weniger stark ausgebaut waren als westlich des Nestos. Andererseits waren die Straßenverhältnisse die schwierigsten, was häufig zu Verzögerungen bei der Beförderung von Artillerie und Nachschub führte. Am Abend des 8. April hatte die 164. Infanteriedivision Xanthi eingenommen, während die 50. Infanteriedivision deutlich über Komotini hinaus in Richtung des Nestos vorstieß, den beide Divisionen am folgenden Tag erreichten. Die Einnahme von Saloniki durch die 2. Panzerdivision und der Vormarsch des XVIII. Gebirgskorps über die Metaxas-Linie führten zum Zusammenbruch des griechischen Widerstands östlich des Vardar. Am 9. April kapitulierte die griechische Zweite Armee bedingungslos. Die Zahl der Kriegsgefangenen wurde nicht ermittelt, da die Deutschen alle griechischen Soldaten nach ihrer Entwaffnung freiließen.

### Durchbruch nach Kozani
In einer Lageeinschätzung vom 9. April vertrat Feldmarschall List die Auffassung, dass seine Armee durch das schnelle Vorrücken der mobilen Einheiten in einer günstigen Position sei, um durch die Zerschlagung der feindlichen Stellungen hinter dem Vardar Zugang nach Zentralgriechenland zu erlangen. List ging davon aus, dass die britische Taktik vorsah, die deutsche Offensive durch anhaltenden Widerstand in den Stellungen Aliakmon und Vardar zu verzögern. Ein vorzeitiger Rückzug der Briten würde die exponierten griechischen Kräfte in Albanien ernsthaft gefährden. Die Blockade der Bitola-Monastir-Ebene wäre sicherlich das wichtigste Ziel der Verteidiger, da ein Durchbruch an diesem Punkt den deutschen Panzern die Möglichkeit geben würde, die britischen Stellungen einzukesseln. In diesem Fall würde die griechische Erste Armee in Albanien das gleiche Schicksal erleiden wie die Zweite Armee in Mazedonien.

Auf der Grundlage dieser Einschätzung befahl Feldmarschall List die Verlegung der 5. Panzerdivision von der Ersten Panzergruppe zum XXXX. Panzerkorps. Diese Division wurde für den Feldzug in Jugoslawien nicht mehr benötigt, und List war der Ansicht, dass ihre Anwesenheit dem deutschen Vorstoß durch die Lücke von Monastir zusätzliche Schlagkraft verleihen würde. Für die Fortsetzung des Feldzuges bildete er zwei Angriffsgruppen, eine östliche unter dem Kommando des XVIII. Gebirgskorps, bestehend aus der 2. Panzerdivision, der 72. Infanteriedivision und der 5. und 6. Gebirgsdivision, und eine westliche unter der Führung des XXXX. Panzerkorps, bestehend aus dem verstärkten 1. motorisierten SS-Infanterieregiment und der 73. Infanterie-Division denen sich anschließend die 5. und 9. Panzer-Division anschließen würden.

Am Morgen des 10. April hatte das XXXX. Panzerkorps seine Vorbereitungen für die Fortsetzung der Offensive abgeschlossen. Nach einer Aufklärung, die bis zum Gebiet östlich von Fiorina keinen starken Widerstand erkennen ließ, war klar, dass der Feind die Monastir-Lücke offen gelassen hatte. Die Deutschen zögerten nicht, ihren Vorteil auszunutzen und setzten den Vormarsch in Richtung Kozani fort. Der erste Kontakt mit den britischen Truppen wurde am 10. April um 11.00 Uhr nördlich von Vevi hergestellt. Aus einem abgefangenen Funkspruch ging hervor, dass das britische Kommando von der Schnelligkeit des deutschen Vorstoßes überrascht war und daher den Befehl zum sofortigen Rückzug aus der Vermion-Stellung gegeben hatte. Die deutschen Truppen nahmen am 11. April Vevi ein, wurden aber kurz südlich der Stadt aufgehalten, wo starke australische Kräfte die dominierenden Höhen über der Passstraße hielten. Am nächsten Tag wurden Aufklärungsmissionen durchgeführt, und in der Abenddämmerung starteten die Deutschen einen Frontalangriff gegen den Pass. Nach schweren Kämpfen überwanden die Deutschen den feindlichen Widerstand und durchquerten die Schlucht.

Am 13. April befahl Generalleutnant Stumme mobilen Elementen der 9. Panzerdivision, die sich zurückziehenden britischen Truppen bis Kozani zu verfolgen und ihre Verbindungen nach Verroia an den südöstlichen Ausläufern des Vermion-Gebirges zu unterbrechen. Am frühen Nachmittag erreichte das 33. Panzerregiment (Oberst Ewald Kraeber) der 9. Panzerdivision Ptolemais, eine Stadt auf halbem Weg zwischen Vevi und Kozani. Die Ankunft der deutschen Truppen wurde durch schweren Beschuss von den Hügeln südlich und südöstlich der Stadt angekündigt. Deutsche Aufklärungspatrouillen berichteten, dass die Straßenbrücke etwa 500 Meter südlich von Ptolemais von den Briten gesprengt worden war und dass ein mit Wasser gefüllter Graben das niedrige Gelände auf beiden Seiten der Straße durchzog. Die Patrouillen gerieten unter schweren Beschuss durch Artillerie-, Panzerabwehr- und Maschinengewehre, die auf der Anhöhe über der Straße aufgestellt waren.

Kraeber schickte zwei Patrouillen aus, um eine Straße zu finden, die den Graben umging. Es wurden zwei Nebenstraßen entdeckt Die erste war für gepanzerte Fahrzeuge unpassierbar da eine Brücke, die über den Fluss führte, abgerissen worden war und steile Dämme beide Ufer beherrschten. Die andere Straße, die den Graben in westlicher Richtung umging, führte durch einen von mehreren Gräben durchzogenen Sumpf, schien aber befahrbar zu sein. Der größte Teil dieser Straße durch den Sumpf war für die Briten gut sichtbar. Die Annäherung über den Sumpf war sehr schwierig und erfolgte im Schritttempo unter ständigem Beschuss durch britische Panzer und Panzerabwehrkanonen.

Sobald die ersten deutschen Panzer in Schlagdistanz kamen, eröffneten sie das Feuer und vertrieben die feindlichen Fahrzeuge, wobei sie zwei von ihnen ausschalteten. Nachdem sie den Sumpf durchquert hatten, rückten die deutschen Panzer aus. Sieben Panzer blieben stecken und folgten später. Schnelligkeit war von entscheidender Bedeutung, wenn der Angriffsplan gelingen und der Feind am Rückzug gehindert werden sollte. Dieser Teil des Plans wurde durch das schwierige Gelände erschwert, das abrupt anstieg und an einigen Stellen zerklüftet war. Gleichzeitig verstärkten die Briten ihr Artillerie- und Panzerabwehrfeuer. Als die Dämmerung einsetzte, sammelten sich die deutschen Panzer und tauchten plötzlich auf der britischen Flanke auf, mit allen Kanonen in Feuerstellung. Die britischen Panzer wendeten und es kam zu einem heftigen Gefecht, dessen Ausgang wegen der zunehmenden Dunkelheit nicht genau abzuschätzen war. Zwei britische Panzerabwehrkanonen wurden auf weniger als 200 Meter Entfernung angegriffen, als sie versuchten, zu entkommen. Sie wurden außer Gefecht gesetzt und einige Versorgungslastwagen wurden erbeutet. Einige britische Panzer errichteten Rauchschwaden, um die Sicht weiter einzuschränken und so ihren Rückzug zu decken. Mit Einsetzen der Nacht ließ der feindliche Artilleriebeschuss nach.

Der Plan, weiter nach Kozani vorzustoßen, musste jedoch aufgegeben werden, da die deutschen Panzer fast ihre gesamte Munition verbraucht hatten. Einige Panzer hatten kein Benzin mehr, während der Rest nur noch für etwa 16 km reichte. Die Briten hatten ihre Stellungen auf den Hügeln verloren und zweiunddreißig Panzer und Panzerabwehrkanonen sowie eine Reihe von Lastwagen zurückgelassen. Die Deutschen verloren bei diesem Gefecht 4 Panzer. Am Morgen des 14. April erreichte die 9. Panzerdivision die Stadt Kozani. Noch am selben Abend errichtete die Division einen Brückenkopf über den Aliakmon, doch ein Versuch, über diesen Punkt hinaus vorzustoßen, wurde durch heftiges feindliches Feuer gestoppt. In den folgenden drei Tagen wurde der Vormarsch der 9. Panzerdivision vor den von den Briten gehaltenen, stark befestigten Gebirgsstellungen aufgehalten.

### Olymp
Am Morgen des 13. April ordnete General Papagos den Rückzug der Western Macedonian Army auf die Linie entlang des Venetiko (südlich von Grevena) an. Die Linie verlief von dort durch den Pindus und entlang des westlichen Teils der albanischen Grenze bis zur Küste am Vutrinto-See und stellte die Fortsetzung der britischen Linie in Ost-West-Richtung da. Während sich die Western Macedonian Army in das obere Aliakmon-Tal zurückziehen sollte, würde sie die Central Macedonian Army aufnehmen, und die vereinte Truppe würde den Rückzug entlang der Achse der Straße Kastoria-Grevena fortsetzen. Als General Wilson jedoch erfuhr, dass sich die griechischen Truppen noch weiter nach Süden zurückzogen, ordnete er einen weiteren Rückzug auf die kürzere Thermopylen-Position an.

Der Erfolg des Rückzugs hing von der Verteidigung des engen Passes bei Platamon ab, der zwischen dem Olymp und der Ägäis liegt. Eine weitere Verzögerungsposition wurde über die Pinios-Schlucht errichtet, eine Schlucht, die zur Ebene von Thessalien und Larisa führte, wo alle wichtigen Straßen aus Nordgriechenland zusammenliefen. Die neuseeländischen Truppen gruben sich bei Platamon ein und hatten die Order, den Küstenpass zu verteidigen, bis sie den Befehl zum Rückzug erhielten. In der Zwischenzeit musste General Böhme warten, bis die hinteren Teile seiner Divisionen, die im Rhodopengebirge zurückgeblieben waren, aufschließen konnten. Der Vormarsch in Richtung Vardar wurde wieder aufgenommen, sobald der Großteil des Korps versammelt war. 

Nachdem der Vardar am 11. April überquert worden war, stieß die 6. Gebirgsdivision in Richtung Edhessa vor und wandte sich dann nach Süden in Richtung Verroia. Nach der Eroberung dieser Stadt errichtete die Division einen Brückenkopf über den Aliakmon und stieß auf das Hochland an den Ausläufern des Olymps vor. Die 2. Panzerdivision überquerte den Aliakmon in der Nähe der Flussbiegung und erreichte Katerini am 14. April, drei Stunden nachdem die 9. Panzerdivision Kozani auf der Westseite des Vermion-Gebirges eingenommen hatte. Die 5. Gebirgsdivision und die 72. Infanteriedivision nähern sich entlang der Vormarschroute der 2. Panzerdivision.

In der Nacht vom 14. auf den 15. April griff ein deutsches Motorradbataillon mit Unterstützung eines Panzerbataillons den Bergrücken an, über den der Küstenpass nach Platamon führte, wurde aber von den Neuseeländern zurückgeschlagen. Am nächsten Morgen musste ein spezielles Sabotagekommando, das die Platamon-Stellung auf dem Seeweg umgehen und den Pinios-Fluss hinauffahren sollte, um die Brücke auf der Straße nach Larisa zu erobern, wegen des starken Wellengangs umkehren. Am Morgen des 16. April wiederholt die 2. Panzerdivision ihren Angriff auf den Platamon-Kamm. Das neuseeländische 21. Bataillon (Colonel Neil Lloyd Macky) stellte sich ihr entgegen. Macky war mitgeteilt worden, dass das Gelände vor seinen Stellungen für Panzerbewegungen völlig ungeeignet sei und er nur mit Infanterieangriffen rechnen müsse.

Der deutsche Angriffsplan sah einen gleichzeitigen Frontal- und Flankenangriff vor. Nach einer gründlichen Artillerievorbereitung, die um 09.00 Uhr begann, kam der Flankenangriff gut voran. Das westliche Ende des Bergrückens wurde in Nahkämpfen eingenommen, woraufhin die deutschen Panzer begannen, die gesamte Stellung aufzurollen. Das neuseeländische Bataillon zog sich zurück, überquerte den Pinios-Fluss und erreichte in der Abenddämmerung den westlichen Ausgang der Pinios-Schlucht, wobei es nur leichte Verluste erlitt. Die deutschen Panzer versuchten, eine Verfolgung aufzunehmen, konnten aber den Südhang des Bergrückens nicht hinunterfahren. Der Eisenbahntunnel in der Nähe des Meeresrandes war gesprengt worden und unpassierbar. Schließlich wurden die Panzer über den Kamm geschleppt, ein sehr zeitaufwändiger Prozess, durch den am nächsten Morgen nur etwa dreißig Panzer zur Verfügung standen.

Bei der Verfolgung durch die Pinios-Schlucht kam man kaum voran. Die Wände der Schlucht stiegen auf beiden Seiten des Flusses steil an. Die Eisenbahnschienen, auf denen die Führungspanzer nur langsam vordrangen, klammerten sich an das schmale Nordufer des Flusses, während sich die Straße knapp über dem Flussbett auf der Südseite der Schlucht schlängelte. Die 6. Gebirgsdivision marschierte über das Bergmassiv und kam am Ausgang der Pinios-Schlucht an, wo sie die Brücken und die Fähre zerstört und die Bahnstrecke blockiert vorfand. Die müden Truppen wurden vom Südufer des Flusses aus mit schwerem Maschinengewehrfeuer empfangen. Bei Einbruch der Dunkelheit überquerten die ersten deutschen Panzer den Fluss, blieben jedoch in einem Sumpf stecken, als sie versuchten, eine gesprengte Straße zu umfahren.

Am Morgen des 18. April überquerte gepanzerte Infanterie den Fluss, während sich die Truppen der 6. Gebirgsdivision um das neuseeländische Bataillon herum vorarbeiteten, das dabei vernichtet wurde. Während der Kämpfe im Gebiet des Olymps konnten die Deutschen aufgrund schlechter Straßen und Verkehrsüberlastung keinen Nachschub heranschaffen. Am 19. April rückten die ersten Truppen des XVIII. Gebirgskorps in Larisa ein und nahmen den Flugplatz in Besitz, wo die Briten ihre Nachschublager unversehrt zurückgelassen hatten. Durch die Beschlagnahmung von zehn LKW-Ladungen Rationen und Treibstoff konnten die Einheiten der Speerspitze ihren Vorstoß ungehindert fortsetzen. Der Hafen von Volos, in dem die Briten in den letzten Tagen zahlreiche Einheiten umgeschifft hatten, fiel am 21. April; dort erbeuteten die Deutschen große Mengen an Diesel und Rohöl.

### Thermopylen
Als General Stumme erfuhr, dass die Briten beschlossen hatten, entlang des Aliakmon stärkeren Widerstand zu leisten, entschied er sich, die Aliakmon-Stellung von Westen her einzuschließen und gleichzeitig entlang der Flussfront Verzögerungsangriffe zu starten. Das weiter flussaufwärts gelegene Gebiet um Grevena bot eine Möglichkeit für eine Umfassungsbewegung. Nachdem der Angreifer an dieser Stelle eine Überquerung erzwungen hatte, würde er in ein Gelände vordringen, das für die Bewegung schwerer Fahrzeuge ungünstig ist, da es keine Straßen gibt und die Schluchten zahlreich sind. Die Bewegung wurde dennoch beschlossen, da sie die einzige Möglichkeit zu sein schien, den feindlichen Widerstand in diesem Gebiet ohne allzu große Verzögerung zu brechen. Am 15. April begann die 5. Panzerdivision die Umfassungsbewegung nördlich des Aliakmon mit der Absicht, über Kalambaka nach Süden in Richtung Lamia vorzustoßen. Nachdem die Division den Aliakmon bei Grevena gegen leichten Widerstand überquert hatte, stieß sie erwartungsgemäß auf sehr ungünstige Geländeverhältnisse. Es bedurfte außerordentlicher Anstrengungen, um die schweren Fahrzeuge auf den durch Schnee und Regen ausgewaschenen Karrenwegen in Bewegung zu halten. Am 19. April verließ die Division das Gebirge und konnte sich endlich mit ihrer gewohnten Geschwindigkeit fortbewegen. Lamia wurde am folgenden Tag eingenommen. Bei der Überquerung des Gebirges hatten die Deutschen jedoch zu viel Zeit verloren, da die britische Nachhut in der Zwischenzeit die Linien am Aliakmon und am Olymp geräumt und sich entlang der nächsten Verzögerungsposition am Thermopylenpass festgesetzt hatte. In der Zwischenzeit war das Anzac-Korps an der Thermopylenlinie in Stellung gegangen. General Wilson war der Meinung, dass seine Truppen diese Linie so lange halten könnten, wie die Griechen kämpfen würden. Doch mit der Kapitulation der Epirus-Armee (General Tsolakoglou) beschlossen die Briten im Einvernehmen mit der griechischen Regierung die Evakuierung.

### Evakuierung
Die Evakuierung, „Operation Demon“, begann am 24. April und wurde unter den Angriffen der Luftwaffe, die die vollständige Luftüberlegenheit besaß, von verschiedenen Stränden aus bis in die Nacht vom 28. zum 29. April fortgesetzt. Etwa 50.000 britische Soldaten waren an den Stränden eingeschifft worden. Doch die Verluste an Ausrüstung, einschließlich Artillerie und Transportmitteln, waren verheerend.

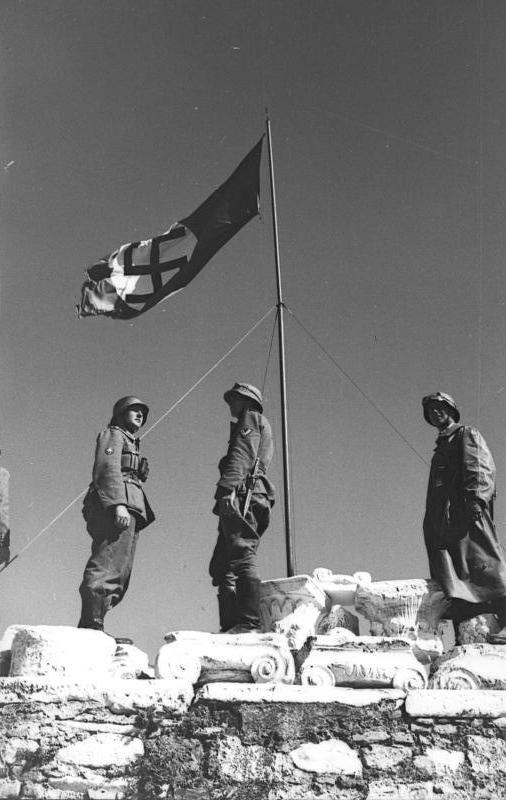
Deutsche Soldaten nach dem Hissen einer Hakenkreuzflagge auf der Akropolis

### Athen, und Peloponnes
Mit der Evakuierung der britischen Truppen und der Niederlage der griechischen Armee erreichten die deutschen Truppen am 25. April Theben, wo sie auf leichten Widerstand stießen, und am Morgen des 27. April drangen die ersten Deutschen in die griechische Hauptstadt ein. Die Einnahme des Isthmus von Korinth durch Luftlandetruppen war mit einem Vorstoß durch Westgriechenland koordiniert worden, der am 25. April begann. Das in Yannina versammelte 1. motorisierte SS-Infanterieregiment stieß entlang der westlichen Ausläufer des Pindusgebirges über Arta nach Mesolongion vor und überquerte bei Patras den Peloponnes, um von Westen her Zugang zur Landenge zu erhalten. Da die meisten motorisierten Fahrzeuge auf dem Festland zurückgelassen werden mussten, stieg die Vorhut, bestehend aus Infanterie- und Unterstützungseinheiten, in Patras ein und fuhr mit der Eisenbahn nach Korinth. Bei ihrer Ankunft am 27. April um 17.30 Uhr erfuhren die SS-Truppen, dass die Fallschirmjäger bereits von den aus Athen vorrückenden Heeresverbänden abgelöst worden waren. Die Errichtung einer provisorischen Brücke über den Kanal von Korinth ermöglichte es den Einheiten der 5. Panzerdivision, die feindlichen Kräfte über den Peloponnes zu verfolgen. Auf dem Weg über Argos nach Kalamai erreichten sie am 29. April die Südküste, wo sie auf SS-Truppen trafen, die mit der Eisenbahn aus Pirgos kamen. Die Kämpfe auf dem Peloponnes beschränkten sich auf kleinere Gefechte mit vereinzelten Gruppen britischer Truppen, die es nicht mehr rechtzeitig geschafft hatten, die Schiffe zu erreichen.

## Verluste
Die britischen Verluste, einschließlich der australischen und neuseeländischen, beliefen sich auf insgesamt 3.700 Tote und fast 8.000 Kriegsgefangene, insgesamt 11.840. Die Griechen zählten seit Beginn ihres Krieges mit Italien mehr als 64.000 Gefallene oder Verwundete und 270.000 Kriegsgefangene. Die deutschen Verluste betrugen 4.834 Gefallene und Verwundete.

## Nachwirkungen
Nach der Niederlage Griechenlands teilten die Achsenmächte das Land in drei Besatzungszonen auf. Deutschland übernahm die wirtschaftlich und strategisch wichtigen Gebiete Athen-Piräus, Saloniki und sein Hinterland zwischen den Flüssen Aliakhmon und Strymon sowie die ägäischen Inseln Kreta, Kythera, Anticythera, Melos, Lemnos, Mytilene, Chios und Skyros. Die Bulgaren annektierten einen Abschnitt, der sich vom Strymon in Ostmazedonien über ganz Thrakien bis zu einer von den Deutschen reservierten Pufferzone an der türkischen Grenze erstreckte. Das restliche Gebiet ging an Italien. Der Fall Griechenlands hatte in London zu massiver Kritik an Churchill geführt. Am 7. Mai sah sich die Regierung sogar veranlasst die Vertrauensfrage zu stellen. Churchill verteidigte seine Entscheidung den Griechen Hilfe geschickt zu haben und bezweifelte, dass Italien und Deutschland durch ihre Aggressionen auf dem Balkan auf Dauer profitieren würden. Schließlich konnte er die Vertrauensfrage mit 447 zu 3 Stimmen für sich gewinnen.